# Derrick de Kerckhove
Derrick de Kerckhove, né en 1944, est sociologue, directeur du programme McLuhan « Culture and Technology » de l'Université de Toronto. Il est notamment l'auteur de The Skin of Culture et Connected Intelligence. Il est actuellement professeur à la Faculté de Sociologie, Université de Naples Federico II, lorsque le titulaire des enseignements de " Sociologia della cultura digitale» et «Marketing e nuovi media ".Il est aussi Supervisor de reserche chez le PhD Planetary Collegium M-Node.

## Biographie
Né en Belgique, De Kerckhove est naturalisé canadien. Professeur de littérature française au St Michael's College de l'Université de Toronto, il obtient son Ph. D. à l'université de Toronto en 1975 et un doctorat en Sociologie de l'art à l'université de Tours en 1979.
Il a été associé au Centre de la Culture et la Technologie de 1972 à 1980. Dès 1968, il a travaillé avec Marshall McLuhan, dont il a été l'assistant, le traducteur et le coauteur pendant une décennie.

## Publications
Il a publié Understanding 1984 (UNESCO, 1984) et coécrit avec Amilcare Iannucci, McLuhan e la metamorfosi dell'uomo (Bulzoni, 1984) deux collection d'essais sur McLuhan, culture, technologie et biologie.
Il a également coécrit avec Charles Lumsden The Alphabet and the Brain (Springer Verlag, 1988), un ouvrage qui évalue scientifiquement l'impact de l'alphabet occidental sur la physiologie de la cognition humaine.
Une autre publication, La civilisation vidéo-chrétienne paraît en France en décembre 1990 et en Italie l'année suivante (Feltrinelli, 1991).
Brainframes: Technology, Mind and Business (Bosch & Keuning, 1991) se penche sur les différences entre les effets de la télévision, des ordinateurs et des hypermedias sur la culture, les pratiques et le marché économique. The Skin of Culture (Somerville Press, 1995) est une collection d'essais sur la nouvelle réalité électronique qui resta plusieurs mois en tête des ventes canadienne.
Traduit dans une douzaine de langue dont japonais, chinois, polonais coréen et slovene, Connected Intelligence (Somerville, 1997) introduit sa recherche sur les nouveaux médias et la cognition.
Son dernier livre, The Architecture of Intelligence, est d'abord paru en danois en décembre 2000, et en anglais (2001), italien et allemand en septembre 2001. Plus tard traduit en espagnol, portugais et japonais.
Il a collaboré avec Mark Federman sur McLuhan for Managers: New Tools for New Thinking, publié en septembre 2003.
Son idée est que l'intelligence connective est une spécialisation de la cognition humaine.
« La perception n'est pas le constat d'une réalité objective, elle est la négociation d'une présence au monde.»